# عبد العزيز إيهاب (لاعب كرة يد)
لاعب كرة يد مصري حصل على المركز الثالث والمدلية البرونزية في بطولة العالم لكرة اليد للشباب 2019 تحت 21 سنة، تحت قيادة المدير الفني طارق محروس وهو يلعب في مركز جناح ايسر.